# Lista över arbetslivsmuseer i Jämtlands län
Här följer en förteckning över arbetslivsmuseer i Jämtlands län.

## Jämtlands län
| Namn                               | Typ av museum                  | Kommun, ort            | Adress Koordinat                                    | ID-nr | Bild                                                                                        |
| ---------------------------------- | ------------------------------ | ---------------------- | --------------------------------------------------- | ----- | ------------------------------------------------------------------------------------------- |
| Tossögården                        |                                | Åre, Järpen            | Tossögården 63.34165, 13.44969                      | 4590  | Ladda upp en till bild av detta arbetslivsmuseum                                            |
| Gusta stenmuseum i Brunflo         | Utomhusutställning i stenbrott | Östersund, Brunflo     | Gusta 63.08368, 14.84848                            | 1621  | Ladda upp en till bild av detta arbetslivsmuseum                                            |
| Teknikland                         |                                | Östersund, Optand      | Optands flygfält 63.12657, 14.79872                 | 1627  | Se fler bilder av detta arbetslivsmuseum · Ladda upp en till bild av detta arbetslivsmuseum |
| Hovermo gårdsmuseum                | Produktionsmuseum              | Berg, Oviken           | Hovermo 62.88332, 14.35998                          | 1625  | Se fler bilder av detta arbetslivsmuseum · Ladda upp en till bild av detta arbetslivsmuseum |
| Hotings bilmuseum                  |                                | Strömsund, Hoting      | Strömsundsvägen 2719 64.10764, 16.1696              | 1624  | Se fler bilder av detta arbetslivsmuseum · Ladda upp en till bild av detta arbetslivsmuseum |
| Åse kalkmuseum                     | Produktionsanläggning          | Krokom, Åse            | Åse 63.3169, 14.0906                                | 1629  | Ladda upp en till bild av detta arbetslivsmuseum                                            |
| Vänsjö kraftmuseum                 |                                | Härjedalen, Vänsjö     | Vänsjö 61.99647, 15.00767                           | 1607  | Ladda upp en bild av detta arbetslivsmuseum                                                 |
| F 4 museum                         |                                | Östersund, Östersund   | Östersunds garnison, Frösön koordinater saknas      | 1618  | Ladda upp en bild av detta arbetslivsmuseum                                                 |
| Fröå gruva                         | Produktionsmuseum              | Åre, Åre               | Åre 63.40272, 13.20087                              | 1619  | Se fler bilder av detta arbetslivsmuseum · Ladda upp en till bild av detta arbetslivsmuseum |
| Bingstasmedjan                     | Gårdsmuseum                    | Berg, Hoverberg        | Bergs Hembygdsgård, Hoverberg 62.80917, 14.43753    | 1614  | Ladda upp en till bild av detta arbetslivsmuseum                                            |
| Brunflo lantbruksmuseum            |                                | Östersund, Brunflo     | Brunflo hembygdsgård 63.09511, 14.79836             | 1615  | Ladda upp en till bild av detta arbetslivsmuseum                                            |
| Ängersjö skogsmuseum               |                                | Härjedalen, Ängersjö   | Ängersjö koordinater saknas                         | 1610  | Ladda upp en bild av detta arbetslivsmuseum                                                 |
| Ängersjö skolmuseum                |                                | Härjedalen, Ängersjö   | Ängersjö skola koordinater saknas                   | 1611  | Ladda upp en bild av detta arbetslivsmuseum                                                 |
| Hissmofors Folkets hus             |                                | Krokom, Krokom         | Folketshusvägen 1, Hissmofors 63.3278, 14.47828     | 1623  | Se fler bilder av detta arbetslivsmuseum · Ladda upp en till bild av detta arbetslivsmuseum |
| Hunge kvarn och kraftstation       |                                | Bräcke, Hunge          | Hunge koordinater saknas                            | 1626  | Ladda upp en till bild av detta arbetslivsmuseum                                            |
| Fåssjö skvaltkvarn                 |                                | Härjedalen, Sveg       | Fåssjö 62.18225, 15.16294                           | 1585  | Ladda upp en bild av detta arbetslivsmuseum                                                 |
| Tåsjö hembygdsförening             |                                | Strömsund, Hoting      | Kyrktåsjö 5600 koordinater saknas                   | 4131  | Ladda upp en bild av detta arbetslivsmuseum                                                 |
| Järnvägsmuseiföreningen Jämtland   |                                | Östersund, Brunflo     | Centrumvägen 36, Brunflo station. 63.0762, 14.83227 | 4127  | Ladda upp en till bild av detta arbetslivsmuseum                                            |
| Härjedalens fjällmuseum            | Kulturhistoriskt museum        | Härjedalen, Funäsdalen | Rörosvägen 30 62.54815, 12.53792                    | 1612  | Ladda upp en till bild av detta arbetslivsmuseum                                            |
| Ljusnedals bruk                    |                                | Härjedalen, Ljusnedal  | Ljusnedals bruk koordinater saknas                  | 1613  | Se fler bilder av detta arbetslivsmuseum · Ladda upp en till bild av detta arbetslivsmuseum |
| Revsunds hembygdsgård              |                                | Bräcke, Gällö          | Revsundsvägen 21 62.91413, 15.2346                  | 1636  | Ladda upp en till bild av detta arbetslivsmuseum                                            |
| Skansen Klintaberg                 |                                | Krokom, Valsjöbyn      | Hotagen 64.03223, 14.19177                          | 4487  | Ladda upp en bild av detta arbetslivsmuseum                                                 |
| Krångede kraftverksmuseum          |                                | Ragunda, Krångede      | Krångede 63.1482, 16.077                            | 1630  | Se fler bilder av detta arbetslivsmuseum · Ladda upp en till bild av detta arbetslivsmuseum |
| Lapplia gårdsmuseum                |                                | Strömsund, Norråker    | Skansnäset koordinater saknas                       | 1631  | Ladda upp en bild av detta arbetslivsmuseum                                                 |
| Laxvikens skogs- och flottarmuseum |                                | Krokom, Laxviken       | 63.80817, 14.6549                                   | 1632  | Ladda upp en bild av detta arbetslivsmuseum                                                 |
| Lilla lanthandelsmuseet            |                                | Östersund, Frösön      | Mälltorpsgatan 3b 63.17332, 14.60688                | 1633  | Ladda upp en bild av detta arbetslivsmuseum                                                 |
| Glösa hällristningsmuseum          |                                | Krokom                 | koordinater saknas                                  | 4495  | Ladda upp en till bild av detta arbetslivsmuseum                                            |
| Ströms hembygdsgård                |                                | Strömsund, Strömsund   | Hembygdsgården koordinater saknas                   | 1645  | Ladda upp en bild av detta arbetslivsmuseum                                                 |
| Skolmuseum                         |                                | Berg, Rätan            | Klaxåsens skola koordinater saknas                  | 1644  | Ladda upp en till bild av detta arbetslivsmuseum                                            |
| Täljstensmuseum                    |                                | Åre, Handöl            | Hanriis café, Handöl 63.25214, 12.45058             | 1646  | Ladda upp en bild av detta arbetslivsmuseum                                                 |
| Skidmuseum                         |                                | Berg, Åsarna           | Åsarna skicenter, Riksväg 45 62.64056, 14.37046     | 1641  | Ladda upp en till bild av detta arbetslivsmuseum                                            |
| Sjöfartsmuseum Hackås              |                                | Berg, Hackås           | Ångbåtsbryggan 62.92182, 14.50331                   | 1640  | Ladda upp en till bild av detta arbetslivsmuseum                                            |
| Skogsmuseum                        |                                | Berg, Storsjö kapell   | Storsjö koordinater saknas                          | 1643  | Ladda upp en bild av detta arbetslivsmuseum                                                 |
| Skogsmuseet på Römmen              |                                | Åre, Järpen            | Römmen, Mörsil koordinater saknas                   | 1642  | Ladda upp en till bild av detta arbetslivsmuseum                                            |
| Rönnöfors järnbruksmuseum          |                                | Krokom, Rönnöfors      | Rönnöfors koordinater saknas                        | 1637  | Ladda upp en bild av detta arbetslivsmuseum                                                 |
| Arvemuseet och S/S Östersund       | Teknikmuseum/fartyg            | Åre, Arvesund          | Arvesund 63.23573, 14.0682                          | 1638  | Se fler bilder av detta arbetslivsmuseum · Ladda upp en till bild av detta arbetslivsmuseum |
| Sidsjö ramsåg                      |                                | Bräcke, Sidsjö         | Sidsjö 62.7341, 15.13237                            | 1639  | Ladda upp en till bild av detta arbetslivsmuseum                                            |
| Gisselfors kaggfabrik              |                                | Berg, Oviken           | Gisselfors, Oviken koordinater saknas               | 4245  | Ladda upp en till bild av detta arbetslivsmuseum                                            |

## Tidigare arbetslivsmuseer i Jämtlands län
| Namn               | Typ av museum | Kommun, ort          | Adress Koordinat            | ID-nr | Bild                                             |
| ------------------ | ------------- | -------------------- | --------------------------- | ----- | ------------------------------------------------ |
| Brunflo skolmuseum |               | Östersund, Brunflo   | Lövberget 63.09417, 14.8141 | 1616  | Ladda upp en till bild av detta arbetslivsmuseum |
| Fältjägarmuseet    |               | Östersund, Östersund | koordinater saknas          | 1620  | Ladda upp en bild av detta arbetslivsmuseum      |